# John Putnam Chapin
Pour les articles homonymes, voir Chapin.
John Putnam Chapin (né le 11 avril 1810 à Bradford, dans le Vermont - mort le 27 juillet 1864 à Chicago, dans l'Illinois) est un homme politique américain, membre du Parti whig. Il fut maire de Chicago de 1846 à 1847,, et conseiller municipal de Chicago de 1859 à 1864.

## Biographie
John Putnam Chapin quitte sa ville de Bradford pour se lancer dans les échanges commerciaux à terme à Haverhill, dans l'État du New Hampshire, avant de s'installer à Chicago en 1832, soit un an avant son incorporation en municipalité. À Chicago, il travaille pour la firme Wadsworth, Dyre & Chapin, une entreprise dans le secteur du commerce de détail, jusqu'à sa fermeture en 1843. Chapin est un des membres fondateurs du Chicago Board of Trade (CBOT).

## Carrière politique
En 1846, Chapin présente sa candidature pour le poste de maire. Il obtient sa place à la tête de la mairie de Chicago à 55 % des voix.
Il travaille ensuite au sein de l'administration de Chicago et est nommé par le maire James Curtiss à la tête du Department of Publics Works (aujourd'hui le Department of Transportation ; DOT), service municipal affecté à la voirie et aux travaux publics. Il devient membre du conseil municipal de Chicago en 1859 jusqu'à sa mort.
En 1847, le maire démocrate James Curtiss lui succède à l'hôtel de ville de Chicago. Curtiss sera maire de la ville à deux reprises.
Il meurt en juillet 1864 à 54 ans dans sa maison à Chicago. Il est enterré au cimetière de Graceland dans cette même ville.